# Капотера
Капотера (итал. Capoterra) је насеље у Италији у округу Каљари, региону Сардинија.
Према процени из 2011. у насељу је живело 11255 становника. Насеље се налази на надморској висини од 50 м.

## Становништво
| 1936. | 1951. | 1961. | 1971. | 1981.  | 1991.  | 2001.  | 2011.  |
| ----- | ----- | ----- | ----- | ------ | ------ | ------ | ------ |
| 3.710 | 4.820 | 6.355 | 8.028 | 12.208 | 16.428 | 21.391 | 23.255 |